# Rozmarýn
Rozmarýn (Rosmarinus) je bývalý rod rostlin z čeledi hluchavkovitých. Podle molekulárních fylogenetických studií ze začátku 21. století je součástí široce pojatého rodu šalvěj (Salvia), v němž tvoří monofyletickou skupinu, a je proto nově klasifikován jako jeho podrod (Salvia subgen. Rosmarinus). Zahrnuje pouze několik málo druhů a jejich přirozených kříženců.
Všichni zástupci jsou stálezelené aromatické polokeře nebo keře s úzce kopinatými nebo čárkovitými listy, rozšířené ve středomořské oblasti a severozápadní Africe.

## Zástupci
- Rosmarinus eriocalyx (= Salvia jordanii) – Španělsko, Maroko, Alžírsko, Libye
- Rosmarinus officinalis (= Salvia rosmarinus) – rozmarýn lékařský; Středomoří, široce pěstován[3]
- Rosmarinus tomentosus (= Salvia granatensis) – jižní Španělsko